# 단수이구
단수이구(중국어: 淡水區, 병음: Dànshuǐ Qū)은 중화민국 신베이시의 구이다. 근대에는 청나라의 조약항으로서 타이완을 대표하는 항구도시이기도 했다. 넓이는 70.6565km2이고, 인구는 2015년 8월 기준으로 160,990명이다.

## 지리
타이완섬 최북부, 단수이허의 하구 북쪽에 위치하고, 북쪽은 싼즈구, 남쪽은 타이베이시 베이터우구와 접하며, 서쪽은 타이완 해협에 접한다. 동쪽은 단수이허를 사이에 두고 바리구이다.
풍광이 맑고 아름다운 토지로서 알려져 타이완 8경의 하나로 꼽히며 '동방의 베니스'로도 불렸다. 현재에도 단수이허의 석양은 타이베이 지역을 대표하는 풍경이다.

## 역사
원래 타이완 원주민 평포족 케타갈란족이 살았는데, 이들은 이 곳을 '호베'로 불렸고 이후 대만어음의 한자로 호미(滬尾, Hou7-be2) 혹은 호미(虎尾, Hou2-be2)로 쓰여졌다.
1624년에 마닐라로부터 스페인인이 진출해 이곳을 점령하고 산도밍고 요새를 축성했다. 그러나 1642년에 대만 남부를 점령한 네덜란드 동인도회사가 이들을 축출하고 요새를 재건했다. 또한 이 산도밍고 요새가 이후의 훙마오성이다.
1661년에 정성공이 네덜란드인을 축출했지만, 1683년의 정씨왕국 멸망 후에 청조의 영토가 되었다.
1858년의 톈진 조약으로 담수항의 개항이 정해졌지만, 이 조약이 비준되지 않았기 때문에, 1860년의 베이징 조약에 의해 조약항으로서 개항되었다. 훙마오성에는 영국 영사관이 설치되었다. 이후 각국의 상관이 모이게 되어, 담수는 19세기 후반에는 대만 최대의 항만으로서 번영했다.
그러나 일본에 의한 통치 시대(1895년~1945년)가 되면서 하구에 모래가 퇴적되어 대형선이 들어가기 어려워졌다. 이 때문에 타이완 총독부는 기룽항을 건설했고 다이호쿠와 기룽의 사이에는 철도도 부설되어 항구의 번영은 기룽으로 옮겨 가 단수이는 작은 어촌이 되었다.
전후, 훙마오청 등 역사적 관광 자원을 여럿 가진 단수이는 점차 관광지로 변모해 갔다. 특히 타이베이 첩운 단수이선의 개통으로 단수이 방면으로의 접근성이 극적으로 향상된 다음에는 타이베이 시민이 부담없이 갈 수 있는 관광지로서 번창하게 되었다.
2010년 12월 25일 타이베이현이 신베이시로 개편됨에 따라, 종전 단수이진이 단수이구로 개편되어 현재에 이르고 있다.

## 교육
- 단수이 대학
- 전리 대학
- 성 요한 과기대학

## 교통
- 타이베이 첩운 단수이신이선